# اچ‌دی ۷۴۱۵۶
اچ‌دی ۷۴۱۵۶ یک ستاره است که در صورت فلکی مار باریک قرار دارد.